# Nakoda
|  | Aquest article tracta sobre el poble nakoda de l'oest d'Alberta, també anomenat stoney. Si cerqueu la història de la paraula "nakoda", que s'utilitza sovint per descriure diversos pobles i llengües estretament relacionades, vegeu «nakota». |

Els nakoda (també coneguts com a stoney o îyârhe nakoda) són un poble indígena del Canadà Occidental i originàriament, dels Estats Units. Solien habitar grans parts de la Colúmbia Britànica, Alberta, Saskatchewan i Montana, però llurs reserves es troben actualment a Alberta i a Saskatchewan on amb prou feines es diferencien dels assiniboines. A través de la seva llengua estan relacionats amb les nacions dakota i lakota de les Grans Planes i les Muntanyes Rocoses, que formen part de la Gran Nació Sioux.
Es refereixen a si mateixos en la seva pròpia llengua com a "nakoda", que vol dir amic, aliat. el nom "stoney" els va ser donat pels exploradors blancs, per la seva tècnica d'usar roques escalfades al foc per bullir el brou en bols de cuir cru. Estan molt estretament relacionats amb els assiniboines, que també són coneguts com a stone sioux (de l'idioma ojibwa asinii-bwaan).
La Primera Nació Nakoda d'Alberta comprèn tres bandes: Bearspaw, Chiniki i Wesley.
Els stoney foren "exclosos" del Parc Nacional Banff entre 1890 i 1920. En 2010 foren oficialment "novament benvinguts".

## Grups nakoda

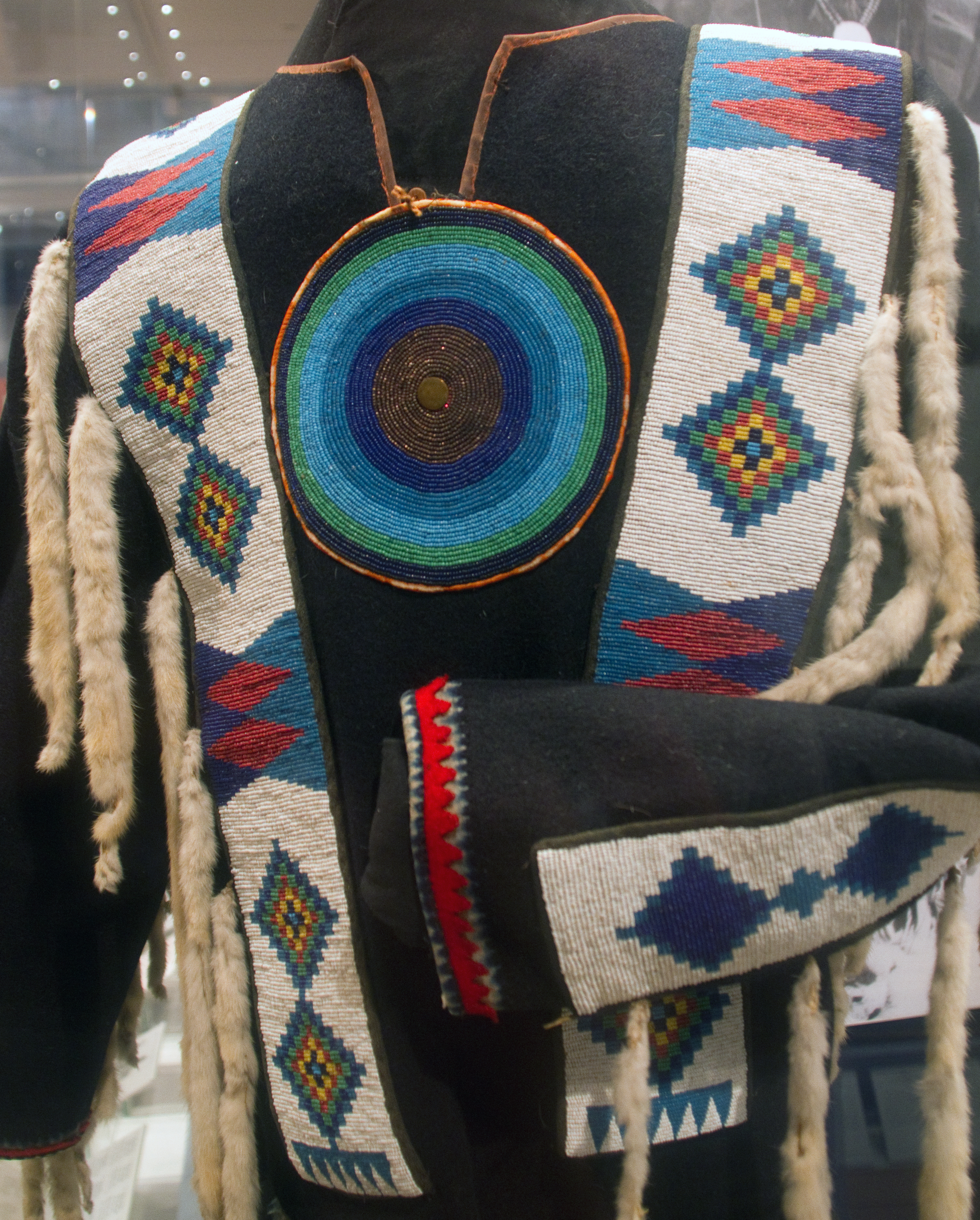
Vestit de dansa sagrada nakoda

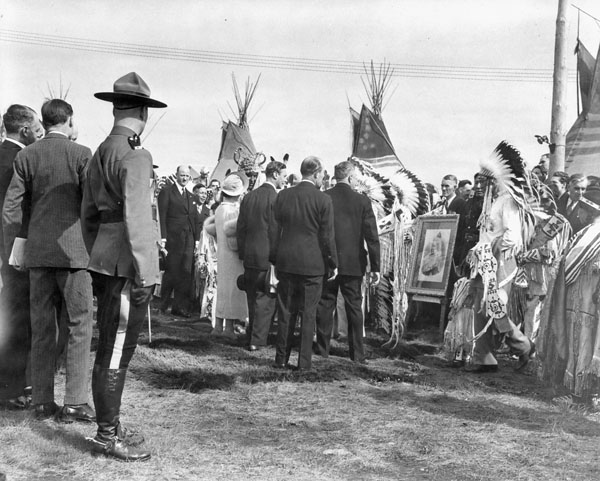
El rei Jordi VI del Regne Unit i la reina Elisabet saluden els caps de la tribu índia stoney, que han portat una foto de la reina Victòria del Regne Unit, durant la visita reial a Canadà en 1939. Els tractats van ser signats originalment per representants de la Corona britànica que actuaven en nom de la reina Victòria.

Els stoney són descendents de bandes individuals dels dakota, lakota i nakota, en particular dels grups occidentals d'assiniboines, dels quals es van sortir com a grup independent pel 1744. El Stoney es divideixen geogràficament i culturalment en dos grups tribals o divisions amb diferents dialectes, que al seu torn se subdivideixen en diverses bandes: els stoney del bosc (chan tonga nakoda- ‘poble dels grans boscos', sovint anomenats assiniboines dels pantans, grup tribal septentrional) i stoney de la muntanya (ye xa yabine nakoda o hebina - ‘poble de les rocoses', sovint anomenats assiniboines dels boscos forts, assiniboines de la fusta gruixuda, grup tribal meridional). Ambdós apleguen les següents Primeres Nacions:
| Stamme | Stamme                                                 | Grup ètnic                                      | Província | Nucli de població | Població | Observacions                                                      |
| ------ | ------------------------------------------------------ | ----------------------------------------------- | --------- | ----------------- | -------- | ----------------------------------------------------------------- |
|        | Primera Nació Alexis Nakota Alexis Nakota Sioux Nation | Stoney del Bosc, métis, cree                    | Alberta   | Glenevis          | 1.800    | nom alternatiu: Alexis First Nation                               |
|        | Banda Paul Paul Band                                   | Stoney del bosc, cree, dane-zaa, iroquesos      | Alberta   | Wabamun           | 1.900    | Uns 1.600 stony; noms alternatius: Paul's Band, Paul First Nation |
|        | Stony Nakoda Stoney Nakoda Nation                      | Stoney de la muntanya, cree                     | Alberta   | Morley            | 4.800    | in ferbûn fan 3 lytsere stammen                                   |
|        | Primera Nació Bearspaw Bearspaw First Nation           | Stoney de la Muntanya                           | Alberta   | Morley            | 1.700    |                                                                   |
|        | Primera Nació Chiniki Chiniki First Nation             | Stoney de la muntanya, secwepemc, kutenai, cree | Alberta   | Morley            | 1.600    |                                                                   |
|        | Primera Nació Wesley Wesley First Nation               | Stoney de la muntanya, cree, kutenai            | Alberta   | Morley            | 1.500    | Uns 1.200 Stoney                                                  |

## Tractats
Els membres de les nacions Nakoda Paul i Alexis signaren l'adhesió al Tractat 6 en 1877.
En 1877 representants de les Nacions Nakoda de Bearspaw, Chiniki i Wesley es trobaren amb representants de la Corona britànica per discutir els termes del Tractat 7. A canvi d'ús de les terres natives tradicionals, la corona es va comprometre a respectar el seu dret a l'autogovern i la forma de vida ancestral. També se'ls va prometre terres de reserva, 279 km² situats al llarg del riu Bow entre el riu Kananaskis i el riu Ghost, que es va convertir en les reserves Big Horn, Stoney i Eden Valley, compartides entre les tribus Bearspaw, Chiniki i Wesley.